# Tachanun
Tachanun (en hebreu: תחנון), també anomenat nefilat apayim, forma part dels serveis religiosos del matí (Shacharit) i de la tarda (Mincha) del judaisme rabínic, després de la recitació de l'oració Amidà, la qual forma part integral dels serveis religiosos jueus diaris. Tradicionalment, solament les primeres quatre paraules de l'oració es diuen en veu alta. La recitació del Tachanun és omesa durant el Shabat, les festivitats jueves i en altres ocasions. La majoria de les comunitats jueves reciten una oració més llarga els dilluns i els dijous.

## Format
Existeix un format curt de Tachanun i també hi ha un format llarg. El format llarg està reservat per als matins de dilluns i dijous, els dies quan es llegeix la Torà en la sinagoga. El format curt, també es recita a les tardes de dilluns a divendres, i consta de tres (en algunes comunitats dues) paràgrafs curts.

### Ritu sefardí
Segons el ritu sefardita, el Tachanun comença amb el Viduy (una oració confessional). En aquesta oració s'esmenten diversos pecats i el cor és colpejat simbòlicament amb el puny dret durant la menció de cada pecat. A això li segueix l'esment dels tretze atributs de la misericòrdia de Déu. En general, els jueus sefardites no tenen el costum de recolzar el cap sobre les seves mans, però a causa de la influència asquenazita en països com el Marroc, alguns llibres d'oracions (sidurim) marroquins inclouen aquest costum.

### Tachanun curt
En la majoria de les sinagogues asquenazites, el Tachanun comença amb els versicles introductoris d'II Samuel (24:14), i després continua amb el Salm 6: 2-11, que el Rei David va compondre, segons fonts tradicionals, mentre estava malalt i patia dolors. El costum de Habad Lubavitx, no obstant això, és recitar el Salm 25 com a part de l'oració del Tachanun. En presència d'un rotlle de la santa Torà, aquest paràgraf es recita amb el cap recolzat en el dors de la mà esquerra o la mà dreta quan algú porta posades les filactèries a la mà esquerra segons el Xulhán Arukh, Orach Chaim 131:1-2.
El següent paràgraf, "שומר ישראל", "Shomer Israel" (en català: "El Guardià d'Israel") es recita assegut, però algunes comunitats solament ho reciten durant els dies de dejuni. Després d'arribar a aquest punt, i després de les paraules "vaanachnu lo neida", en moltes comunitats els jueus observants acostumen a aixecar-se, i la resta del paràgraf final és recitat mentre la congregació està dempeus. El Tachanun és seguit invariablement per una recitació parcial de l'oració del Kadish al matí i per una recitació completa del Kadish a la tarda.

### Tachanun llarg
El Talmud babilònic, en el tractat talmúdic Bava Kama, marca el dilluns i el dijous com el "Eth ratzon", un moment de bona voluntat divina, en el qual és més probable que es rebi una súplica. Per tant, els dilluns i els dijous al matí, es recita una oració més llarga que comença amb els Salms 78:38-55. La durada de l'oració és variable segons el costum de cada comunitat. Les comunitats asquenazites tenen el text més llarg, mentre que les sefardites (i algunes comunitats hassídiques i yemenites) tenen un text una mica més breu però similar, mentre que les comunitats italianes tenen el text més curt de tots. El text italià no comença amb els Salms 78:38-55, sinó amb el Llibre de Daniel 9.15.

## Història
La font de l'oració suplicatoria del Tachanun es troba a Daniel 9:3 i al Primer llibre dels Reis 8:54, a on els versicles indiquen que l'oració sempre ha d'anar seguida d'una súplica. Basant-se en això, els savis talmúdics van desenvolupar l'hàbit d'afegir una apel·lació personal a Déu seguint les oracions establertes (alguns exemples s'enumeren en el Talmud de Babilònia, en el tractat Berakhot 16b).
Al segle xiv, aquestes súpliques espontànies es van estandarditzar i es van convertir en l'oració del Tachanun. El costum d'inclinar-se i recolzar la cara sobre la mà esquerra se suggereix en la primera línia del text que inclou les paraules "Niflà na beyad Adonai" ("caiguem a la mà de Déu"). També és una reminiscència del sacrifici diari que es feia en el Temple de Jerusalem, que es col·locava sobre el seu costat esquerre per ser sacrificat. El braç de la persona ha d'estar cobert amb una màniga, un talit o una altra roba que el cobreixi. Aquesta postura, va ser desenvolupada en el període post-talmúdic, i simbolitza la pràctica original, quan la gent s'agenollava fins que els seus rostres tocaven el terra, per mostrar humilitat i submissió a Déu.
Aquesta posició també va ser usada pels profetes Moisès i Josuè, els qui van caure de cara davant de Déu després del pecat del vedell d'or. A causa d'aquesta pràctica, el Tachanun és també conegut com a "nefilat apayim". Com que Josuè va caure de cara davant l'Arca de l'Aliança, el costum asquenazita és que un posi el cap cap avall només quan ora davant d'una arca que conté un rotlle sagrat de la santa Torà. En cas contrari, és apropiat asseure's amb el cap enlaire. El rabí Moixé Feinstein va dir una vegada: "Jerusalem és una ciutat tan santa, que quan nosaltres estem allà, és com si estiguéssim en presència d'un pergamí sagrat de la santa Torà." 
La versió més llarga és recitada els dilluns i dijous, i es remunta a fonts clàssiques, a tres savis que havien escapat de la destrucció de la comunitat jueva a Terra Santa per part de l'Exèrcit romà. Mentre estaven en un vaixell de camí cap a Europa, van ser atrapats per una tempesta, i els tres van recitar una oració personal, després de la qual la tempesta va amainar. Aquests savis van continuar establint comunitats jueves a Europa. David Abudirham afirma que les paraules "rachum vechanun" marquen el començament del següent segment de l'oració.

## Dies en els quals s'omet l'oració de Tachanun
Tachanun s'omet en les oracions del Shabat, en totes les festivitats principals (fins i tot en Jol HaMoed, que són els dies intermedis de les celebracions de Péssah i Sukkot), en Roix Hodeix (la lluna nova), en Hanukkà i en Purim, ja que aquests dies són de naturalesa festiva, i no seria apropiat recitar en ells l'oració del Tachanun.
El Tachanun no es recita a la casa de la persona que està de dol (les raons varien: ja sigui per no augmentar el dolor de la persona que guarda el dol en ressaltar el judici de Déu, o perquè la casa de la persona que està de dol és una casa de judici, i una casa de judici no és un indret adient per demanar misericòrdia, ni es diu en presència d'un nuvi en el sheva yemei hamishté (els set dies de celebració posteriors al seu matrimoni).
A més, l'oració de Tachanun s'omet quan es realitza una circumcisió (Brit Milà) en una sinagoga, i quan està present el pare del nadó, el sandak (el que sosté al nadó durant la circumcisió), o el Mohel (la persona que realitza la circumcisió).
La majoria de les congregacions de ritu sefardita ometen el Tachanun durant el servei religiós de Mincha, principalment perquè era comú que les congregacions hassídiques resessin el servei de Mincha després de la posta del sol, en aquest cas s'omitia l'oració del Tachanun.
En les congregacions hassídiques, el Tachanun s'omet en l'aniversari de la defunció d'alguns rabins hassídics, ja que l'aniversari de la defunció d'una persona (el yarzeit) és considerat com un dia de renovació i celebració religiosa.
Existeix el costum d'ometre el Tachanun durant tota la setmana de Purim (de l'11 al 17 de Adar) i tota la setmana de Lag ba-Ómer (del 14 al 20 de Iar).
Algunes comunitats ometen el Tachanun el dia set del mes de Adar, perquè és l'aniversari de la mort de Moisès (Moixè Rabeinu).
Algunes congregacions hassídiques ometen l'oració de Tachanun el divendres al matí (quan es preparen pel Shabat), i altres congregacions ometen el Tachanun el diumenge al matí (el dia després del Shabat).
En moltes congregacions, és costum ometre el Tachanun en els dies festius establerts per l'estat sionista d'Israel: Yom ha-Atsmaüt (El Dia de la Independència), el 5 de Iar (la majoria dels anys, la data canvia depenent del dia de la setmana), i Yom Yerushalàyim (El Dia de Jerusalem), el 28 de Iar.
La següent és una llista de tots els altres dies, anomenats "dies festius menors", en els quals la recitació del Tachanun està exclosa de les oracions, i el Salm 126 es recita durant la benedicció de Birkat Hamazon. Típicament s'omet també a les oracions de Mincha de la tarda anterior, tret que s'indiqui el contrari.
| Dia        | Mes             | Festivitat                                                                                          |
| ---------- | --------------- | --------------------------------------------------------------------------------------------------- |
| 9          | Tixrí           | El dia abans de Yom Kippur.                                                                         |
| 11-14      | Tixrí           | Els dies entre Yom Kippur i Sukkot.                                                                 |
| 23-29      | Tixrí           | Des de Simhat Torà fins al final del mes.                                                           |
| 25 - 2     | Quisleu - Tevet | Els vuit dies de Hanukkà. Si el mes de Quisleu és breu Hanukkà finalitza el dia 3 del mes de Tevet. |
| 15         | Xevat           | La festivitat de Tu bi-Xevat. L'Any Nou dels arbres en el judaisme.                                 |
| 14-15      | Adar            | Purim Katan i Shushan Purim.                                                                        |
| 23-29      | Adar            | Veure Raixí i Levític 9:1                                                                           |
| Tot el mes | Nissan          | El mes sencer de Nissan.                                                                            |
| 14         | Iar             | Segona Pasqua jueva, Pessa'h Sheni.                                                                 |
| 18         | Iar             | Lag ba-Ómer.                                                                                        |
| 1-5        | Sivan           | El principi del mes fins a Xavuot.                                                                  |
| 7-12       | Sivan           | El Isru Chag i diversos dies més després de Xavuot.                                                 |
| 9          | Av              | El dia de Tixà be-Av.                                                                               |
| 15         | Av              | La festivitat de Tu be-Av.                                                                          |
| 29         | Elul            | El dia abans de Roix ha-Xanà, l'any nou del poble jueu.                                             |